# Eleição para mesa diretora da Câmara dos Deputados do Brasil em 2009
A eleição para a Mesa Diretora da Câmara dos Deputados do Brasil em 2009, ocorrida em 2 de fevereiro de 2009, elegeu Michel Temer (PMDB) em primeiro turno, como Presidente da Câmara dos Deputados do Brasil para o biênio 2009-2011. De acordo com a Constituição brasileira, o presidente da Câmara dos Deputados é o segundo na linha de sucessão da presidência da República (o primeiro é o vice-presidente).
Apoiado por um bloco de 14 partidos (PMDB, PT, PDT, DEM, PHS, PPS, PR, PRTB, PSC, PSDB, PTC, PTB, PTdoB, PV), Temer ocupou a Mesa pela terceira vez (a primeira vez entre 1997-1999 e a segunda entre 1999-2001) sucedendo assim a Ulysses Guimarães e Flávio Marcílio nesta proeza. 
O primeiro vice-presidente eleito, Marco Maia (PT), ocuparia a presidência da Câmara após o afastamento de Temer quando este se torna Vice-Presidente da República em 2011.
|                    | Eleito                   |
| Presidente         | Michel Temer (PMDB)      |
| 1º vice-presidente | Marco Maia (PT)          |
| 2º vice-presidente | Edmar Moreira (DEM)      |
| 1º secretário      | Rafael Guerra (PSDB)     |
| 2º secretário      | Inocêncio Guerra (PR)    |
| 3º secretário      | Odair Cunha (PT)         |
| 4º secretário      | Nelson Marquezelli (PTB) |